# 宁远桥
宁远桥是位于中国广西桂林市的一座桥梁，横跨宁远河，东侧连接民主路，西侧通过宁远路与雉山路相连。

## 历史
宁远桥建成之前，桂林市跨宁远河的桥梁仅雉山桥一座，因雉山桥桥面窄小，年久失修，已经成为交通瓶颈，须对其进行改造。改造前为保证交通运输不受过大影响，在雉山桥上游修建宁远桥，可在雉山桥改造时作为替代，建成后又能完善桂林市路网。2005年2月26日，宁远桥建设工程开工，施工方在汛期来到前完成了29根水下砼浇基础和东、西承台台身浇筑及后台浇筑的施工工作。
2005年12月31日下午4时，宁远桥完成桥面最后一罐混凝土的浇筑，主体工程完毕，仅用308天。该桥为钢筋混泥土连续结构形式，变截面箱梁桥，城—B级；桥长64米，宽26米，路面为双向四车道；西岸桥头引道长109.382米，东岸桥头引道长21.952米。改造民主路长227.532米，修建宁远路125.308米，修建宁远路下穿道路长283.773米。2006年3月16日举行通车典礼。
宁远桥通车后，雉山桥的重建工作即启动。